# Dilophus harrisoni
Dilophus harrisoni är en tvåvingeart som beskrevs av Hardy 1953. Dilophus harrisoni ingår i släktet Dilophus och familjen hårmyggor. Inga underarter finns listade i Catalogue of Life.